# Hélène Gaudy
Œuvres principales
- Une île, une forteresse (2016)
- Plein hiver (2014)
- Mon tout petit pays (2016)
- Un monde sans rivage (2019)

Hélène Gaudy, née en 1979 à Paris, est une écrivaine française, plasticienne de formation. Elle fait partie des quatre finalistes du Prix Goncourt 2024 pour son livre Archipels. 

## Biographie

### Parcours et formation
Hélène Gaudy naît à Paris en 1979. 
À l'issue d'une formation artistique à l'École nationale supérieure des arts appliqués et des métiers d’art puis à l'école supérieure des arts décoratifs de Strasbourg, Hélène Gaudy présente un projet de diplôme atypique : son premier roman, Vues sur la mer, qui sera par la suite publié aux Impressions nouvelles et figurera dans la deuxième sélection du prix Médicis 2006,.
Elle rejoint le collectif Inculte et  le comité de rédaction de la revue du même nom. Le collectif Inculte nait en 2004, autour d’un noyau d’écrivains, d’éditeurs et de philosophes constitué de Bruce Bégout, Arno Bertina, Claro, Mathias Énard, Maylis de Kerangal, Mathieu Larnaudie, Oliver Rohe... Hélène Gaudy y publie en 2016 son récit Une île, une forteresse.
Son activité d'auteure se partage entre projets éditoriaux personnels, collaborations avec des artistes, illustrateurs ou photographes, et aventures collectives. Elle publie également des ouvrages pour la jeunesse (albums illustrés et romans).
En 2015-2016, elle est en résidence d'écriture près du lac de Grand-Lieu, à l'Esprit du lieu, association loi de 1901 qui « met en œuvre des projets artistiques et culturels en lien avec les communes et les partenaires locaux autour du lac de Grand-Lieu, entre agglomération nantaise et Pays de Retz. Ces projets prennent la forme de résidences d’auteurs et d’artistes, d’actions et de rencontres culturelles, qui se concrétisent par des livres, des expositions, des projections de films, des ateliers de création et des temps d’échanges avec les habitants ».
Hélène Gaudy y passe une semaine à chaque saison, entre écriture et animation d'ateliers. Fruit de cette résidence, Grands lieux paraît en 2017 aux éditions Joca Seria, avec des photographies prises autour du lac de Grand-Lieu. 
Durant deux saisons (2016-2018), Hélène Gaudy est auteure associée au Grand R, scène nationale à La Roche-sur-Yon. Elle participe avec l'équipe de la Maison Gueffier, le pôle littérature du Grand R, à la mise en place d'une programmation faite d'ateliers, de rencontres avec des auteurs et du commissariat d'une exposition mêlant littérature et art contemporain.
Les ateliers et interventions auprès de publics divers autour de l'écriture et de l'image continuent d'enrichir son travail de création.
Hélène Gaudy a animé des ateliers d'écriture auprès de différents publics : patients du CATTP de Bobigny, de publics migrants, d'élèves d'écoles élémentaires, collèges et lycées, de pensionnaires de maisons de retraite... ainsi que des ateliers photo / texte avec la Maison Doisneau et des interventions dans des stages de formation des enseignants sur le rapport texte/image. Elle est notamment enseignante en master de création littéraire de l’université Paris VIII. 
Aux côtés de Zoé Balthus, Frédéric Fiolof, Anthony Poiraudeau, Romain Verger et Hugues Leroy, Hélène Gaudy est membre du comité de rédaction de la revue La moitié du fourbi créée en 2015 et qui publie deux fois par an des textes inédits, entre essai et fiction, littérature et appels d'air.

### Univers littéraire
Dans ses romans, Hélène Gaudy met en place des lieux incertains. Elle s’intéresse aux moments de basculement, aux infimes décalages, quand l’environnement et ses habitants deviennent étranges. Plein hiver (2014) met en scène une ville inventée mais qui paraît très réelle, Lisbon, quand Une île, une forteresse 2016) creuse la mémoire de la cité de Terezin, bien réelle mais qui semble inventée de toutes pièces.
« Ausculter des lieux, réels ou imaginaires. Faire entendre des voix. Évoquer le rapport fantomatique qu'entretiennent les vivants et les morts, les images et les mots, constitue le singulier projet littéraire d'Hélène Gaudy ».

### Œuvres
Son premier roman, Vues sur la mer, figure dans la deuxième sélection du prix Médicis 2006,.
Elle publie Un monde sans rivage, dont l'histoire se déroule dans l’archipel du Svalbard, dans les années 1930. Le livre fait partie de la sélection du prix Goncourt.
Elle publie également Plein hiver, qui se déroule dans le nord des États-Unis, puis Une île, une forteresse qui se déroule dans une antichambre d’Auschwitz.
En 2024, son huitième roman, Archipels, paru aux éditions de L'Olivier fait partie des quatre finalistes du Prix Goncourt. Elle y raconte la vie de son père, grand collectionneur d’objets divers. Le roman fait également partie de la sélection France Culture/Le Nouvel Obs de la rentrée littéraire 2024.
Elle est également l’autrice de plusieurs romans jeunesse : Quand j’étais Cagibi, qui aide à comprendre comment trouver sa place au sein de sa famille, Je veux enlever la nuit, qui évoque l'endormissement de l'enfant, ou encore Lubin et Lou, une série d'une dizaine de tomes sur des jumeaux loups-garous publiée aux éditions Gallimard.
Elle écrit enfin sur l'art : elle est par exemple l’autrice d’un livre sur Matisse et d’un autre sur Picasso. Elle a aussi réalisé la préface d’un ouvrage de photographies d’Ayline Olukman (America) et les textes qui accompagnent les photographies de Pierre Faure, dans Les jours couchés.

## Comité de rédaction
Hélène Gaudy est membre des comités de rédaction des revues Inculte, depuis 2006 et La moitié du fourbi, depuis 2015.

## Résidences et ateliers d'écriture
- Auteure associée - Scène nationale Le Grand R, à La Roche-sur-Yon (2016-2018)
- Résidence au Musée Rabelais - La Devinière (2016). Texte disponible ici et entretien avec l'auteure ici
- L'Esprit du lieu : résidence d'écriture près du lac de Grand-Lieu (2015-2016)
- ESACM : Résidence à l’École supérieure d'art de Clermont Métropole (2014-2015)
- Résidence d’écriture avec le Conseil général sur les lieux de mémoire de Seine-Saint-Denis (2013)
- Résidence de création région Île-de-France au lycée Olympe de Gouges de Noisy-le-sec (2012)
- Résidence de création avec l’Institut français à Tunis (2007), qui  a donné lieu à une publication dans l'ouvrage collectif Vingt ans pour plus tard aux éditions Elyzad, sur le thème de l'adolescence[11].

## Ouvrages

### Romans et récits adultes
- Vues sur la mer, Les Impressions nouvelles, 2006. Deuxième sélection du Prix Médicis.
- Si rien ne bouge, Éditions du Rouergue, 2009, Actes Sud Babel, 2014.
- Plein hiver, Actes Sud, 2014.
- Une île, une forteresse, Inculte, 2016.
- Un monde sans rivage, Actes Sud, 2019.
- Archipels, Éditions de l'Olivier, 2024.

### Littérature jeunesse
- Atrabile, Éditions du Rouergue, 2007.
- Quand j'étais cagibi, avec Émilie Harel, Éditions du Rouergue, 2013.
- Je veux enlever la nuit, avec Simone Rea, Cambourakis, 2015.
- En plein dans la nuit, Éditions Thierry Magnier, 2016. Édition de 2011 sous forme de photo roman avec Bertrand Desprez.
- Let's rock, avec Émilie Harel et Xavier Mussat, la Philharmonie de Paris, 2016.
- Mon tout petit pays, avec Anne Beauchard, Cambourakis, 2016.
- Lubin et Lou, les enfants loups-garous : Une nouvelle maison, Gallimard jeunesse, 2016.
- Lubin et Lou, les enfants loups-garous : Sous la lune, Gallimard jeunesse, 2016.
- Lubin et Lou, les enfants loups-garous : Entre chien et loup, Gallimard jeunesse, 2016.
- Lubin et Lou, les enfants loups-garous : Un grand méchant loup ?, Gallimard jeunesse, 2016.
- Lubin et Lou, les enfants loups-garous : L'éclipse rouge, Gallimard Jeunesse, 2017.

### Ouvrages collectifs
- L'Arc-Inculte: Marcel Proust, Éditions Ere, 2007.
- Une chic fille, collectif Inculte, 2008.
- Vingt ans pour plus tard, Éditions Elyzad, 2009.
- Face à Sebald, collectif Inculte, 2011.
- Le Ciel vu de la Terre, collectif Inculte, 2011.
- Devenirs du roman, vol. 2, collectif Inculte, 2014.
- Tu vas rire!, Éditions Thierry Magnier, 2016, avec de Jeanne Benameur, Fabrice Colin, Kethévane Davrichewy, Hervé Giraud, Mikaël Ollivier, Marie Nimier, Christophe Léon, Thierry Illouz et Rouja Lazarova.

### Livres d'art
- Matisse, l'éblouissement de la couleur, Palette, 2011.
- L'Art de l'ailleurs, Palette, 2013. Pépite du livre d'art 2013.
- Picasso, le magicien des formes, Palette, 2013.

#### Préfaces
- Lena Gudd, par Michaël Houlette, Sophie Jacquot & Hélène Gaudy, Traces - Lena Gudd, Berlin, Tumuult, 2015 (ISBN 978-3-945839-02-7, présentation en ligne)
- America, d'Ayline Olukman, Mediapop, 2015.